# Dinonylnaphthylsulfonsäure
Dinonylnaphthylsulfonsäure ist ein Gemisch mehrerer synthetisch hergestellter, isomerer chemischer Verbindungen. Alle zählen zu den aromatischen Sulfonsäuren. Das Gemisch ist ein Antistatikum und wird als Additiv in Schmiermitteln und Kerosin (Jet A-1) eingesetzt.

## Darstellung
Dinonylnaphthylsulfonsäure wird aus Naphthalin hergestellt, das zunächst mit Nonen zu Dinonylnaphthalin alkyliert und darauf folgend zum Endprodukt sulfoniert wird.

## Verwendung
Dinonylnaphthylsulfonsäure wird – ebenso wie die beiden Erdalkalimetallsalze Barium- und Calciumdinonylnaphthylsulfonat – vielfältig als Zusatz in Schmiermitteln (wie Schmierfett oder Kühlschmiermitteln), Industrielacken und Rostschutzmitteln eingesetzt. Typischerweise werden dabei Anteile von 0,5 bis zu 3 Gewichtsprozenten zugesetzt. Im Flugzeugkerosin Jet A-1 ist es als Leitfähigkeitsverbesserer (Antistatikum) in Mengen von 1–3 mg/l enthalten.